# Julia Maraval
Julia Maraval (* 1981) ist eine französische Schauspielerin.
Julia Maraval debütierte bereits im Alter von zehn Jahren in dem 1991 entstandenen Spielfilm L'entraînement du champion avant la course. Julia Maraval wirkt vor der Kamera bisher fast ausschließlich in französischen Film- und Fernsehproduktionen mit, ist aber auch als Theaterschauspielerin tätig. Im deutschsprachigen Raum wurde die damals 14-jährige Julia Maraval vor allem durch die weibliche Hauptrolle der Eva in der 1995 entstandenen Filmkomödie Sag ja! (Dis-moi oui) neben Hauptdarsteller Jean-Hugues Anglade bekannt.

## Filmografie
- 1991: L’entraînement du champion avant la course
- 1993: Les marmottes
- 1994: Marie s’en va t-en guerre
- 1994: Julie Lescaut (TV-Serie; Episodenrolle)
- 1995: Sag ja! (Dis-moi oui)
- 1996: Les Aveux de l’innocent
- 1996: Der schöne Sommer (Le bel été 1914)
- 1996: Männer und Frauen – Eine Gebrauchsanweisung (Hommes, femmes, mode d’emploi)
- 1997: Soleil
- 1998: Ronin
- 1999: Nora
- 1999: Les agneaux
- 2000: Der Traum der Rinaldis (Les ritaliens)
- 2000: Marie-Tempête
- 2001: Flucht nach Korsika (Les déracinés)
- 2002: Alles wegen Benjamin (À cause d’un garçon)
- 2002: La liberté de Marie (TV-Miniserie)
- 2003: La soleil assassiné
- 2004: La vie à mains nues
- 2008: Répercussions
- 2009: Beauregard